# 慈恩の滝
慈恩の滝（じおんのたき）は、大分県日田市と玖珠郡玖珠町の境に位置する滝である。

## 概要
万年山を源流とする山浦川と玖珠川が合流する場所に位置する。上段20メートル、下段10メートル合わせて約30メートルの落差がある。
滝の裏側へ向かう遊歩道が整備されており、滝の裏側に入ることも可能な「裏見の滝」である。また、上段の滝壺付近への階段も整備されている。夜間はライトアップされ、昼間とはまた違う一面を見せる。
桜滝、観音の滝と合わせて天瀬三瀑（天瀬の三瀑）と呼ばれ、さらに、楓葉の滝（かえでのたき）、山伏の滝（山法師滝、やんぶしのたき）、夕日の滝を加えて天瀬六瀑と呼ばれる。

## アクセス
- 自動車 - 大分自動車道天瀬高塚ICから車で約30分[1]。国道210号沿いに位置する[6]。近隣の道の駅慈恩の滝 くすから徒歩約3分[7]。
- 鉄道
  - 最寄駅はJR九州久大本線杉河内駅。ただし普通列車しか止まらない上、本数が少ない。
  - 久大本線の車窓から見える[5]。由布院方面行きであれば右側、博多方面であれば左側に位置する。特急「ゆふいんの森」は、この滝の近くで徐行運転する[4]。